# Ed Ward (Eishockeyspieler)
Edward J. Ward (* 10. November 1969 in Edmonton, Alberta) ist ein ehemaliger kanadischer Eishockeyspieler, der im Verlauf seiner aktiven Karriere zwischen 1987 und 2002 unter anderem 278 Spiele für die Nordiques de Québec, Calgary Flames, Atlanta Thrashers, Mighty Ducks of Anaheim und New Jersey Devils in der National Hockey League auf der Position des rechten Flügelstürmers bestritten hat.

## Karriere
Ward verbrachte seine Juniorenzeit zunächst bis 1987 in der Alberta Junior Hockey League, von wo es ihn schließlich an die Northern Michigan University zog. Dort spielte er die folgenden vier Jahre parallel zu seinem Studium für die Universitätsmannschaft in der Western Collegiate Hockey Association, einer Division im Spielbetrieb der National Collegiate Athletic Association. Während der vierjährigen Zugehörigkeit zum Team gewann er mit selbigem in den Jahren 1989 und 1991 jeweils den Divisionstitel sowie 1991 zusätzlich die nationale Collegemeisterschaft der NCAA.
Nachdem der rechte Flügelstürmer bereits im NHL Entry Draft 1988 in der sechsten Runde an 108. Stelle von den Nordiques de Québec aus der National Hockey League ausgewählt worden war, wechselte Ward im Sommer 1991 in den Profibereich. Dort kam er in seinem ersten Profijahr für die Greensboro Monarchs in der East Coast Hockey League und die Halifax Citadels in der American Hockey League – beides Farmteams der Nordiques – zum Einsatz. Im folgenden Jahr, in dem er für die Nordiques de Québec in der NHL debütierte, war er hauptsächlich für deren neuen Kooperationspartner Cornwall Aces aktiv. Zu deren Kader gehörte Ward auch während des Lockouts in der NHL-Saison 1994/95. Gegen Ende der Spielzeit wurde der Stürmer im Tausch für François Groleau zu den Calgary Flames transferiert.
Dem Kader der Flames gehörte der Kanadier die folgenden vier Spielzeiten, in denen er auch immer wieder in den unterklassigen Ligen zu Einsätzen kam, nahezu vorbehaltlos bis zum Ende der Saison 1998/99 an. Da Ward vor dem NHL Expansion Draft 1999 von den Flames nicht geschützt wurde, wählten ihn die neu gegründeten Atlanta Thrashers in selbigem aus. Ward kam im Verlauf des Spieljahres zu 44 Spielen für die Thrashers, ehe er im März 2000 für ein Siebtrunden-Wahlrecht im NHL Entry Draft 2001 an die Mighty Ducks of Anaheim abgegeben. Für die Mighty Ducks bestritt Ward allerdings nur acht Spiele. Gegen den abermaligen Tausch eines Siebtrunden-Wahlrechts im NHL Entry Draft 2001 wechselte er im Juni 2000 zu den New Jersey Devils.
Bei den Devils kam der Angreifer aber nicht über den Status des Ergänzungsspielers hinaus und absolvierte nur vier Einsätze für New Jersey. Stattdessen verbrachte er den Großteil der Saison in der AHL bei den Albany River Rats. Seine letzte Profispielzeit verbrachte Ward in der Saison 2001/02 bei Timrå IK in der schwedischen Elitserien. Im Alter von 32 Jahren beendete Ward schließlich seine aktive Karriere nach dem Spieljahr.

## Erfolge und Auszeichnungen
- 1989 Broadmoor-Trophy-Gewinn mit der Northern Michigan University
- 1991 Broadmoor-Trophy-Gewinn mit der Northern Michigan University
- 1991 NCAA Division-I-Championship mit der Northern Michigan University

## Karrierestatistik
(Legende zur Spielerstatistik: Sp oder GP = absolvierte Spiele; T oder G = erzielte Tore; V oder A = erzielte Assists; Pkt oder Pts = erzielte Scorerpunkte; SM oder PIM = erhaltene Strafminuten; +/− = Plus/Minus-Bilanz; PP = erzielte Überzahltore; SH = erzielte Unterzahltore; GW = erzielte Siegtore; 1 Play-downs/Relegation; Kursiv: Statistik nicht vollständig)